# Harold Leslie Edwards
Harold Leslie Edwards, kanadski letalski častnik, vojaški pilot in letalski as, * 28. april 1893, Franktown, Ontario, † 15. junij 1951, Toronto.
Poročnik Edwards je v svoji vojaški službi dosegel 21 zračnih zmag.

## Življenjepis
Med prvo svetovno vojno je bil od 16. decembra 1915 pripadnik Kanadske kopenske vojske in se v sestavi Kanadskih ekspedicijskih sil udeležil bojev v Franciji in Belgiji.
8. aprila 1917 je bil premeščen v Kraljevo vojno letalstvo, kjer je postal letalski opazovalec v Bristol Fighterjih 20. eskadrilje; v tej funkciji je sestrelil 21 Fokkerjev D.VII. 21. oktobra 1918 je bil ranjen, s čimer se je končala njegova vojna pot. 
Po vojni se je vrnil v Kanado in postal poslovnež.

## Odlikovanja
- Distinguished Flying Cross (DFC)
- Military Medal (MM)